# Јован Комнин (доместик схола)
Јован Комнин (грчки: Ιωαννης Κομνηνος; око 1015 - 12. јул 1067) је био византијски аристократа и војсковођа. Млађи је брат византијског цара Исака I Комнина. Служио је као доместик схола током Исакове краткотрајне владавине (1057—1059). Након абдикације свога брата, Јован се повукао из јавног живота. До своје смрти није се мешао у политику државе. Јован је био отац византијског цара Алексија I Комнина (1081-1118). Алексијева династија владаће Византијским царством од 1081. до 1185. године и Трапезунтским царством од 1204. до 1461. године.

## Биографија
Јован је рођен око 1015. године као млађи син патрикија Манојла Комнина, војсковође Василија II Бугароубице (976-1025). У изворима се први пут спомиње 1057. године, када је његов старији брат Исак I Комнин, на челу групе генерала, подигао побуну против цара Михаила VI (1056-1057) и натерао га да абдицира. У време побуне Јован је био на положају дуке, али је након победе свога брата уздигнут у ранг куропалата и постављен као доместик схола Запада. Ништа се не зна о активности Јована Комнина током братовљеве владавине, иако Нићифор Вријеније, који је био ожењен Јовановог унуком, ћерком Алексија I, Аном Комнином (аутори Алексијаде), каже да је као доместик схола Запада деловао у балканским провинцијама. Исакова владавина испуњена је сукобима са моћним цариградским патријархом Михаилом Керуларијем, Керуларије је предводио опозицију Јовановом брату која га је натерала да 22. новембра 1059. године абдицира и повуче се у Студитски манастир. Престо је наследио Константин X Дука (1059-1067), иако је Вријеније писао да је прво понуђена Јовану који ју је одбио упркос притиску своје супруге, Ане Даласине, да је прихвати. Јован се не помиње у изворима током Константинове владавине што указује на то да је био у царској немилости упркос тврдњама Вријенија да су Јован и његов брат Исак били поштовани од стране новог цара. Типик манастира Христа Филантропа, с краја 12. века, једини је извор који сведочи о Јовановом повлачењу у манастир. Јован се повукао вероватно у исто време кад и његова супруга Ана Даласина. Умро је као монах 12. јула 1067. године.

## Породица
Јован Комнин је оженио Ану Даласину, ћерку Алексија Харона, вероватно 1044. године. Ана, рођена 1028. године, је надживела свога супруга. Учествовала је у завери против породице Дука који су Исака свргнули са престола 1059. године. Имала је значајну улогу у свргавању Нићифора III Вотанијата (1078-1081) и уздизања Алексија на престо. Следећих петнаест година била је практично савладар своме сину. Умрла је у манастиру 1100. или 1102. године.
Са Аном је Јован имао осморо деце:
- Манојло Комнин (око 1045—1071), протостратор и куропалат, ожењен рођаком Романа IV Диогена[13].
- Марија Комнин (око 1047 - после 1094), удата за панхиперсеваста Михаила Таронита[14].
- Исак Комнин (око 1050—1102./4), севастократор[15].
- Евдокија Комнин (око 1052 - пре 1136), удата за Нићифора Мелисина[16].
- Теодора Комнин (око 1054 - пре 1036), удата за куропалата Константина Диогена[17].
- Алексије Комнин (1057-1118), цар (1081—1118)[18].
- Адријан Комнин (око 1060—1105), протосеваст, ожењен Зојом Дукином[19].
- Нићифор Комнин (око 1062 - после 1136), пансеваст севаст и друнгарије флоте.[20]